# Prince d'Espace
Prince d'Espace, född 11 november 2003, är en fransk varmblodig travhäst som tränades av Sébastien Guarato och kördes av Jean-Michel Bazire.
Prince d'Espace började tävla i augusti 2005 och inledde med en seger. Han sprang under sin karriär in 713 950 euro på 34 starter, varav 12 segrar, 5 andraplatser och 1 tredjeplats. Karriärens största seger kom i Prix Paul Karle (2006).
Han har även segrat i Prix Louis Cauchois (2005), Prix Timoko (2005), Prix Maurice de Gheest (2006), Prix Paul-Viel (2006), Prix Piérre Plazen (2006), Prix Victor Régis (2006), Prix Abel Bassigny (2006), Prix Jacques de Vaulogé (2006) och Prix de Tonnac-Villeneuve (2007) och kommit på andraplats i Prix Albert-Viel (2006), Prix de Berlin (2006), Prix Gaston Brunet (2007) och Critérium des 4 ans (2007) samt på tredjeplats i Critérium des 3 ans (2006).

## Statistik
| Statistik för Prince d'Espace (Ref.) | Statistik för Prince d'Espace (Ref.) | Statistik för Prince d'Espace (Ref.) | Statistik för Prince d'Espace (Ref.) | Statistik för Prince d'Espace (Ref.) | Statistik för Prince d'Espace (Ref.) |
| ------------------------------------ | ------------------------------------ | ------------------------------------ | ------------------------------------ | ------------------------------------ | ------------------------------------ |
| Starter                              | Placeringar                          | Startprissumma                       | Segerprocent                         | Platsprocent                         | Rekord                               |
| 34                                   | 12-5-1                               | 713 950 euro                         | 35 %                                 | 53 %                                 | 1.11,7ak,                            |